# SEMA CAD-Software
SEMA CAD-Software ist eine 3D CAD-Software die sowohl Eingaben in 2D als auch in 3D ermöglicht. Sie findet Anwendung im Holzbau, bei Klempnern, Dachdeckern und Zimmerern. Ebenso kommt die Software im Ingenieurholzbau zur Verwendung. Sie ist modular aufgebaut und läuft unter Windows 7 und Windows 8. Ein halbjährliches Update sichert die Kompatibilität zu weiteren, zukünftigen Betriebssystemen. Die Software ermöglicht Datenübertragung zu CNC-Maschinen und Datenexport in Software zur Berechnung von Bauphysik oder Baustatik eines Gebäudes.

## Geschichte
Das Softwareunternehmen SEMA wurde 1984 gegründet und hat ihre Zentrale in Wildpoldsried im Allgäu. 1987 steuerte SEMA die erste Abbundanlage direkt vom Computer aus an. 1988 entwickelte SEMA die erste grafische Benutzeroberfläche für Abbundmaschinen. 2003 setzte SEMA erstmals Visualisierung in einer Holzbau-CAD-Software ein. 2016 erhält der komplette Außenauftritt von SEMA einen Relaunch. 2021 wurde eine neue e-Learning Plattform aufgebaut. Das "SEMA College" vereint die gesamte Schul-, Aus- und Weiterbildung zur SEMA Software.

## Holzbausoftware
Über Eingabeassistenten kann der Anwender Holzkonstruktionen frei erzeugen, bearbeiten und auswerten. Dabei wird der Grundriss zuerst erzeugt. Er kann jede Form haben, auch ein Polygon ist möglich. Jede Bearbeitung wird dreidimensionalen visuell dargestellt. In den Stammdaten der Software sind holzbauspezifische Verbindungen wie die Schwalbenschwanzverbindung oder das Tiroler Schloss hinterlegt. Dadurch wird die Konstruktion von verschiedenen Holzbausystemen wie z. B. einem Blockhaus oder Gebäuden aus Holzrahmenbau möglich.

## Treppenbausoftware
Mit der SEMA-Software können nicht nur Standard- sondern auch kundenspezifische Treppenkonstruktionen erstellt und geplant werden. Über DXF+ Dateien können die entsprechenden Daten mithilfe eines CAD/CAM Programms zur Bearbeitung an CNC-Maschinen übergeben werden. Darüber hinaus sind auch Spindeltreppen und Wendeltreppen sowie Stahlkonstruktionen möglich.

## Dachdeckung und Verblechung
Mit der SEMA-Software ist es möglich, Flächen und Hauskanten mit Blechen zu belegen und Flächen frei zu konstruieren. Alle Blechbauteile werden dreidimensional visuell dargestellt. Die Stammdaten der Software enthalten Standardkataloge der Kantbankhersteller. Die Bauteile können in Materiallisten und Fertigungszeichnungen ausgewertet werden.

## Unterstützte Betriebssysteme
SEMA läuft unter Windows 8.1, 10 und 11.

## Weiterführende Informationen
- Abbundsoftware
- CAD-Programme
- Liste von CAD-Programmen